# Ligne de Gouda à La Haye
La ligne de Gouda à La Haye (en néerlandais : spoorlijn Gouda - Den Haag) est une ligne de chemin de fer très fréquentée aux Pays-Bas. Elle relie Gouda à La Haye d'est en ouest, à travers Zoetermeer, au cœur de la Randstad.
La ligne, mise en service le 1er mai 1870 par la Nederlandsche Rhijnspoorweg-Maatschappij (NRS) en tant que branche nord-ouest de la ligne d'Utrecht à Rotterdam par Gouda, dessert sept gares. Exploitée par Nederlandse Spoorwegen (NS), qui l'utilise pour ses services régionaux et nationaux, elle est électrifiée en 1938.

## Caractéristiques

### Stations
Les principales stations de correspondance de la ligne de Gouda à La Haye sont :
- Gouda : de Rotterdam à Leyde
- Zoetermeer : au réseau ferroviaire léger RandstadRail
- La Haye-Central : à Rotterdam, Leyde et Amsterdam